# Jens Olsen
 (novembre 2021).
Si vous disposez d'ouvrages ou d'articles de référence ou si vous connaissez des sites web de qualité traitant du thème abordé ici, merci de compléter l'article en donnant les références utiles à sa vérifiabilité et en les liant à la section « Notes et références ».
Jens Olsen (27 juillet 1872 – 17 novembre 1945) était un horloger, qui construisit une célèbre horloge astronomique qui fut appelée horloge mondiale (Verdensur). Cette horloge se trouve dans l'hôtel de ville de Copenhague.  Olsen est né à Ribe au Danemark.  Enfant déjà, il s'intéressait aux horloges et aux autres mécanismes.  Après avoir entendu parler de l'horloge cassée du roman "Une famille polonaise" de l'écrivain danois Johannes Carsten Hauch, il rêva de réparer cette horloge.  Plus tard, il imagina une horloge qui montrerait tous les types imaginables d'heure, du temps sidéral à la rotation des planètes.
Le père d'Olsen était tisserand mais mit Olsen en apprentissage chez un serrurier. Il resta toutefois intéressé par les horloges et lu autant qu'il put sur elles et sur l'astronomie. Même après la fin de son apprentissage et après être devenu serrurier, Olsen continua à poursuivre ces intérêts.
En 1897, Olsen devint apprenti voyageur, c'est-à-dire compléta sa formation d'apprenti en voyageant pendant plusieurs années. Il arriva notamment à Strasbourg où il put voir la fameuse horloge astronomique construite par Jean-Baptiste Schwilgué dans la cathédrale de Strasbourg.  La légende dit qu'il se cachait dans un coin près de l'horloge, de telle sorte qu'il pouvait l'examiner après les heures d'ouverture.
Après Strasbourg, Olsen alla en Suisse où il se consacra entièrement à l'horlogerie. Après dix-huit mois à Paris et un séjour de cinq mois à Londres, il revint au Danemark pour travailler dans l'établissement de Cornelius Knudsen. Au même moment, il avait aussi son propre atelier d'horlogerie. En 1905, il épousa Anna Sofie Kröldrup et établit son atelier chez lui.
Lorsqu'il avait à-peu-près cinquante ans, Olsen acheva les calculs pour l'horloge astronomique qu'il envisageait. Il montra ses calculs au professeur Elis Strömgren (en) qui les approuva. Il fallut toutefois encore vingt années pour obtenir les fonds nécessaires pour construire l'horloge.
L'horloge a été lancée le 15 décembre 1955 à 3 heures de l'après-midi. Malheureusement, Olsen était décédé dix ans plus tôt en 1945 de thrombose. Son horloge continue de fonctionner et est l'un des mécanismes les plus précis du monde.